# Kapan An
Le Kapan An (en macédonien Капан ан) est un ancien caravansérail de Skopje, capitale de la Macédoine du Nord. Il se trouve dans le vieux bazar. Mentionné pour la première fois en 1467, c'est le plus vieux de la ville. 
Le caravansérail a été construit pendant la seconde moitié du XVe siècle par le dignitaire turc Isa Bey, qui est le commanditaire de nombreux autres monuments de Skopje. Le nom de Kapan vient probablement du mot kabban qui désigne soit une grande salle à manger, soit une bascule qui servait à peser les marchandises étrangères destinées à être vendues dans le caravansérail. En effet, le bâtiment servait non seulement d'auberge et d'entrepôt, mais aussi de centre de commerce.
Le caravansérail comprend une cour fermée, entourée de magasins et d'une galerie à deux étages. Il compte 20 salles au rez-de-chaussée et 24 à l'étage, toutes accessibles depuis la cour. Comme la plupart des monuments anciens de Skopje, il a subi les tremblements de terre de 1555 et 1963 ainsi que le grand incendie de 1689. Il a servi d'auberge jusqu'à la Seconde Guerre mondiale puis des familles continuent de vivre dans les étages jusqu'en 1963, tandis que le rez-de-chaussée sert d'entrepôts. Depuis, il a été restauré et sert de lieu de divertissements, avec des magasins d'artisanat, des restaurants, etc.

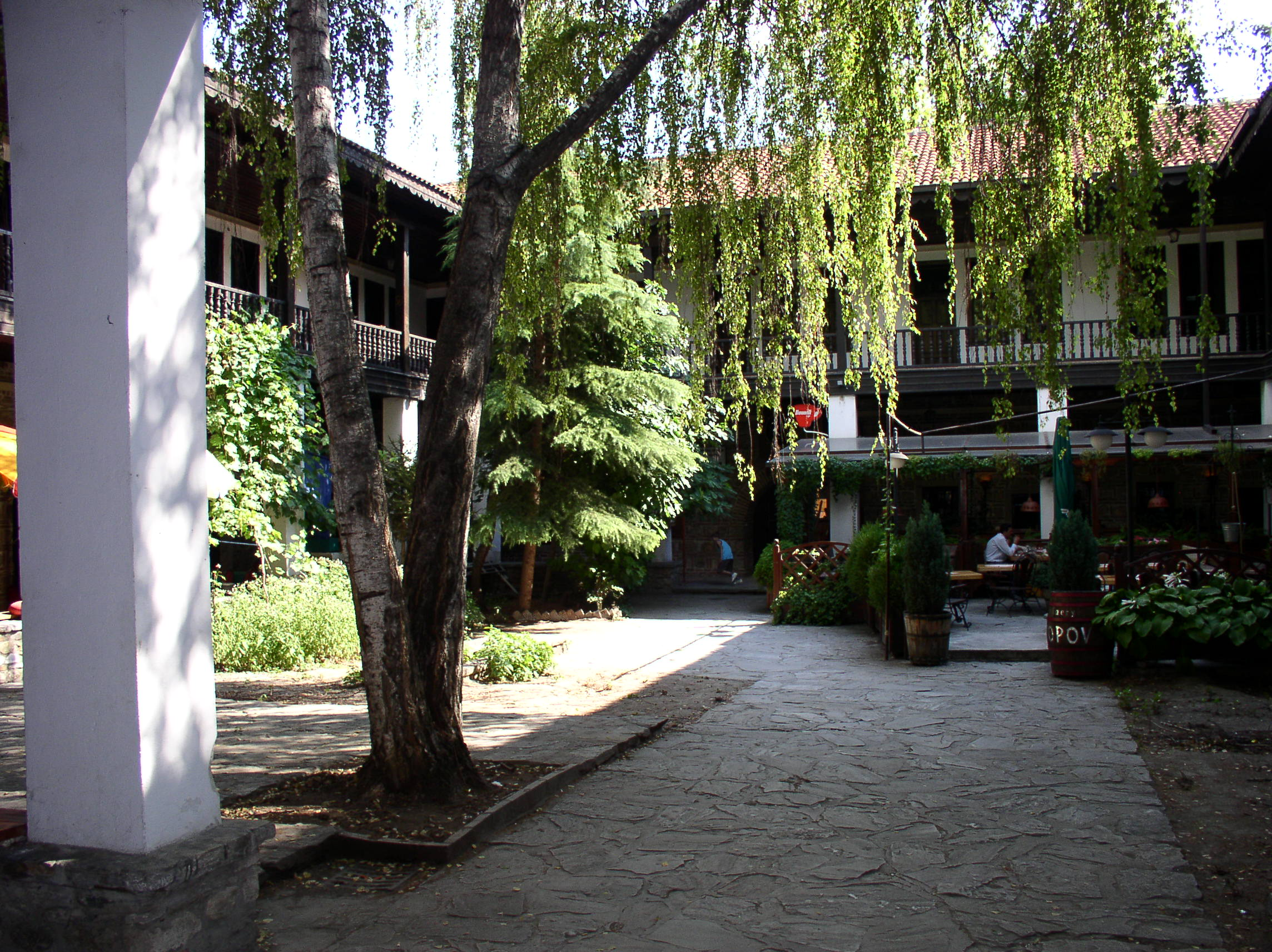
La cour.
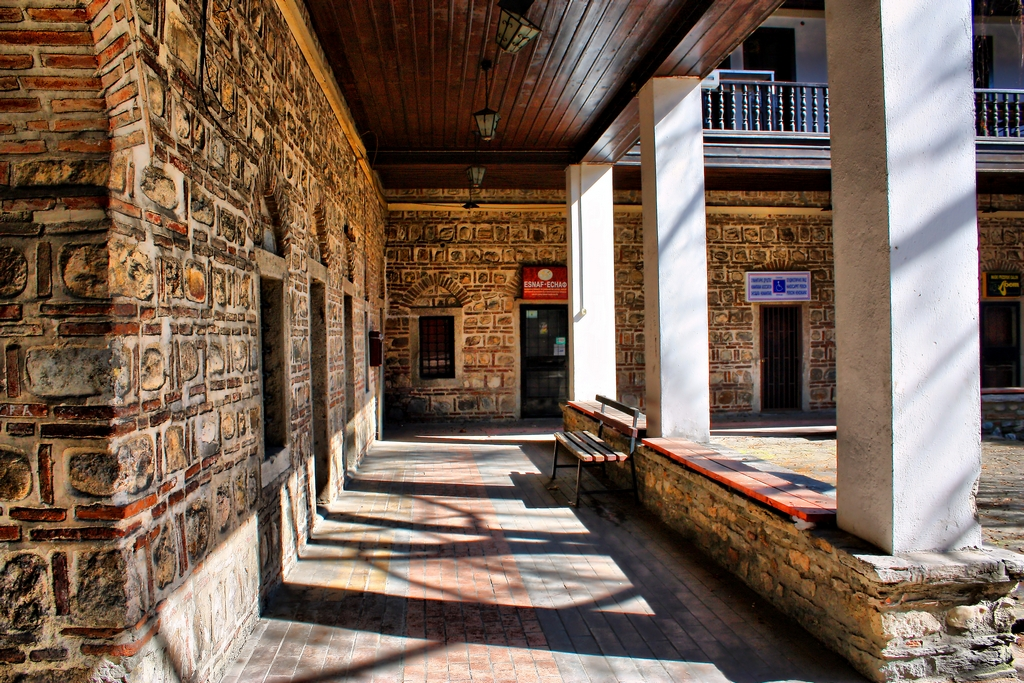
Le rez-de-chaussée.